# Ficción psicológica (género)
En literatura, cine y televisión la ficción psicológica (también el realismo psicológico) es un género narrativo que enfatiza la caracterización interna y la motivación para explorar la vida espiritual, emocional y mental de sus personajes. El modo de narración examina las razones de los comportamientos del personaje, que impulsan la trama y explican la historia. El realismo psicológico se logra a través de exploraciones y explicaciones en profundidad de los estados mentales del yo interior del personaje, generalmente a través de modos narrativos como el flujo de conciencia y flashbacks.

## Primeras copias
La novela psicológica tiene un rico pasado en las obras de los siglos XVII y XVIII de Madame De La Fayette, Abate Prévost, Samuel Richardson, Jean-Jacques Rousseau y muchos otros, pero sigue siendo desinventada por los ideólogos y reinventada por sus adversarios porque las sutilezas de la psicología desafían la mayoría de las ideologías .
El cuento de Genji de Lady Murasaki, escrito en el Japón del siglo XI, fue considerado por Jorge Luis Borges como una novela psicológica. Los teóricos franceses Gilles Deleuze y Félix Guattari, en Mille Plateaux, evaluaron a Lancelot, El Caballero De La Carreta y Perceval o el cuento del Grial, del autor artúrico del siglo XII, Chrétien de Troyes, como ejemplos tempranos del estilo de novela psicológica.
Rojo y negro de Stendhal y La Princesa de Cléveris de Madame de La Fayette se consideran los primeros precursores de la novela psicológica. Según la Enciclopedia de la novela, la novela psicológica moderna se originó principalmente en las obras del premio Nobel, Knut Hamsun, en particular Hambre (1890), Misterios (1892), Pan (1894) y Victoria (1898) .

## Ejemplos notables
Uno de los más grandes escritores del género fue Fyodor Dostoyevsky. Sus novelas tratan en gran medida de ideas y personajes que encarnan esas ideas, cómo se manifiestan en circunstancias de la vida real y su valor, incluidas Los hermanos Karamazov y Crimen y castigo.
En la literatura estadounidense, Henry James, Patrick McGrath, Arthur Miller y Edith Wharton son considerados "importantes contribuyentes a la práctica del realismo psicológico".

## Sub géneros
Suspense psicológico
Un subgénero de los géneros de suspenso y novela psicológica, que enfatiza la mente interior y la mentalidad de los personajes en una obra creativa. Debido a su complejidad, el género a menudo se superpone y/o incorpora elementos de misterio, drama, acción, slasher y terror (a menudo, terror psicológico). Tiene similitudes con los géneros gótico y detectivesco. Un ejemplo notable es Taxi Driver (1976).
Terror psicológico
Un subgénero de los géneros de terror y ficción psicológica que se basa en los estados psicológicos, emocionales y mentales de los personajes para generar terror. En ocasiones se cruza con el subgénero del thriller psicológico para potenciar la historia con suspenso. Rosemary's Baby (1969) es uno de los ejemplos más famosos de este subgénero .
Drama psicológico
Subgénero de películas dramáticas con elementos psicológicos, que se centra en el desarrollo emocional, mental y psicológico de los personajes de una obra dramática. Belle de jour (1967), One Flew Over the Cuckoo's Nest (1975) y Requiem for a Dream (2000), las tres basadas en novelas, son ejemplos notables de este subgénero. Persona (1966), Cría cuervos... (1976) y El luchador (2008) son películas originales de drama psicológico.
Ciencia ficción psicológica
La ciencia ficción psicológica se refiere a obras que se centran en la lucha interna del personaje contra fuerzas políticas o tecnológicas. La naranja mecánica (1971) es un ejemplo notable de este género .
Comedia psicológica
La comedia psicológica sigue el mismo patrón que el drama psicológico, pero a través de un sesgo cómico (a menudo humor oscuro, absurdo o surrealista), donde el/los personaje(s) utilizan el chiste como mecanismo de cooperación, defensa o transparencia emocional con el fin de exponer de manera hilarante. sus preocupaciones psíquicas. Las margaritas (1966) es un ejemplo de este género.
Misterio psicológico
El misterio psicológico a menudo se mezcla y confunde con el suspenso psicológico, pero se vuelve diferente cuando en lugar de enfatizar el deterioro de la mente de un personaje en una historia creativa llena de tensión, el misterio psicológico crea un aire de paranoia en el que las dudas, ambigüedades e incertidumbres penetran gradualmente en la mente de alguien. conciencia. de forma positiva y/o negativa. Uno de los más ejemplares de este subgénero es Deseo de una mañana de verano (1966).
Romance psicológico
Siguiendo también el mismo mosaico de drama psicológico y comedia psicológica, la novela psicológica utiliza el sentimiento de amor, cariño y cariño para analizar los efectos físicos, emocionales e incluso espirituales que puede provocar, tanto de forma tóxica y destructiva como de forma apasionada y manera intensamente emocional. Breaking the Waves (1996) es un ejemplo notable de este género.

## Otras lecturas
• George M. Johnson. Psicología dinámica en la ficción británica modernista. Palgrave Macmillan, Reino Unido, 2006.